# Піти і не повернутися
«Піти і не повернутися» («Пойти и не вернуться») — радянський двосерійний телефільм-військова драма 1987 року, знятий режисером Володимиром Латишевим на Ленінградському телебаченні.

## Сюжет
По повісті Василя Бикова. Герої фільму — звичайні люди, у важких умовах фронту чи партизанського підпілля, набувають силу волі, готовність відстоювати свою людську гідність до кінця. Зося та Антон — прості мирні люди, волею долі втягнуті у війну. Вони разом йдуть до міста на явку партизанського загону, ніхто не знає, хто з них повернеться назад. Антон уже досвідчений партизан, який був у небезпечних ситуаціях, раптом зламався і хоче за всяку ціну, навіть зрадою, вижити. Антон розкриває свій план: з'явитися з повинною до німців і зажити тихо і мирно. Зося навідріз відмовилася, але Антон хоче вижити будь-яким шляхом, він навіть готовий зрадити Зоську, до якої явно відчуває велику симпатію.

## У ролях
- Олена Перцева — Зоська
- Юрій Прокоф'єв — 'Антон
- Микола Лавров — старий
- Регіна Лялейкіте — Даша
- Сергій Власов — примак
- Юрій Орлов — Петряков
- Олег Айсін — Бормотухін
- Наталія Ричкова — Зоська у дитинстві
- Віктор Бєловольський — Стефан, господар хутора
- Марина Русакова — господиня
- Ф. Дружинін — Вацек
- Олег Попков — сержант
- Володимир Котов — Пашка
- Валерій Доронін — Салей
- Любов Тищенко — жінка
- Степан Крилов — старий
- Наталія Майданюк — мама Зосі

## Знімальна група
- Режисер — Володимир Латишев
- Сценаристи — Володимир Латишев, Тамара Яковлєва
- Оператор — Борис Волох
- Композитор — Юрій Сімакін
- Художники — Ніна Голубєва, Андрій Пилипцов